# Teodelina
Teodelina is een plaats in het Argentijnse bestuurlijke gebied General López in de provincie Santa Fe. De plaats telt 6.095 inwoners.